# Томамае (Хоккайдо)

44°18′22″ пн. ш. 141°39′11″ сх. д. / 44.30611° пн. ш. 141.65306° сх. д.
Томама́е (яп. 苫前町, とままえちょう, МФА: [tomamae t͡ɕoː]) — містечко в Японії, в повіті Томамае округу Румой префектури Хоккайдо. Станом на 1 жовтня 2008 року площа містечка становила 454,53 км². Станом на 31 березня 2017 населення містечка становило 3238 осіб.